# Hakuna Matata (glazbeni sastav)
Hakuna Matata zagrebački je rock-sastav nastao oko 2000. godine. 

## Članovi
Danas ga čini trojka Krešimir Mišak (gitara, vokal), Danko Stefanović (bas), Goran Markić (bubnjevi). Članovi su već prije svirali u drugim sastavima. Mišak je svirao u Fantomima, Goran Markić u Patroli, Animatorima, Pađen Bandu, a Danko Stefanović u Fantomima.

## Albumi
Sastav Hakuna Matata snimili su četiri albuma, a pripremaju peti:
- "Antigravitacija", Scardona, 2006.
- "Free Energy", Croatia Records, 2008.
- "Uspon i pad četvrtog reicha", Dallas, 2014.
- "Snovi i oružje", Dallas, 2017.
- Žumberačka brda (radni naslov; album u pripremi)[1]

Na prva dva albuma, uz spomenutu postavu, u sastavu je svirao gitaru Davor Masle. Na prvom albumu sastav je imao i petog člana, saksofonista Hrvoja Carića, a na drugom albumu kao gost na albumu je klavijature svirao Maro Market. Također, bubnjar od kraja 1990-ih do razdoblja prije prve ploče bio je Kristijan Orešić, koji je odsvirao četiri pjesme na tom albumu, dok je ostale na njoj odsvirao Igor Paradiš. Tako se postava mijenjala i broj je članova bivao sve manji. Također su se mijenjale i teme albuma. Počeli su s angažiranim albumima. Nadahnuća su bila djelimice teorije urote, zatim svakojaki sadržaji pa i metafizički i na koncu do prirode.

## Diskografija

### Albumi
- “Antigravitacija”, Scardona, 2006.
- “Free Energy”, Croatia Records, 2008.
- “Uspon i pad četvrtog reicha”, Dallas Records, 2014.
- "Snovi i oružje", Dallas Records, 2017.
- Žumberačka brda (radni naslov; album u pripremi)[1]

### Kompilacije i singlovi
- Album uživo “Ostat će mlad – Sjećanje na Krešimira Blaževića”, (Dallas, 2007.)
- Album uživo “30 godina kasnije - Sedmorica veličanstvenih” (Dallas, 2009.)
- Zvučni zid – singl “Osmijeh”, Menart, 2009.

## Recenzije

### Album Snovi i oružje
- Hakuna Matata: Snovi i oružje (Dallas Records, 2017.)
- Hakuna Matata – Snovi i oružje
- Hakuna Matata – “Snovi i oružje”

### Album Uspon i pad četvrtog reicha
- Hakuna Matata objavili album "Uspon i pad četvrtog reicha"
- Pad trećeg Hakuna Matata reicha

### Album Free Energy
- Slažu riječi za tri dura i mol

### Album Antigravitacija
- Žanrovski čušpajz bez ozbiljnih posljedica

## Ostalo
- Dana 20. listopada 2019. nastupili su u HRT-ovoj glazbenoj emisiji Garaža. Hakuna Matata je otvorila 12. sezonu emitiranja Garaže. Izveli su pjesme:  Snovi i oružje, Bolivijski dnevnik, Živim u ljubavi, Ne vjerujem u vrijeme, Stvar gledišta i Dok je svijet još bio mlad.[1]

## Vanjske poveznice
- Službena stranica
- Službena stranica na Facebooku